# Leichenfraß
Unter Leichenfraß oder postmortalem Tierfraß versteht man jede nach dem Tod eingetretene Veränderung an einem Leichnam, die durch Biss- und Fraßspuren von Wirbeltieren bedingt ist. Das Vorliegen von Tierfraß kann zu einem irrtümlichen Verdacht einer unnatürlichen Todesursache beziehungsweise eines Tötungsdelikts führen. Besiedelungen der Leiche mit Insekten und Würmern und die dadurch hervorgerufenen Leichenveränderung gelten nicht als Leichenfraß im engeren Sinn.
Häufig findet man einen Leichenfraß bei Leichen, die im Freien aufgefunden werden. Fleischfressende Tiere und besonders Aas- und Allesfresser kommen hierfür in Frage. In Mitteleuropa sind dies besonders Füchse, Dachse und Wildschweine, aber auch Vögel verursachen besonders an weichen, leicht zugänglichen Körperteilen Leichenfraß, besonders Möwen und Rabenvögel (Krähen und Raben). Typische Fraßspuren an abstehenden Körperteilen (Ohren, Finger, Zehen, Nase, Lippen etc.) werden von Nagetieren wie Mäusen und Ratten hervorgerufen. Wasserleichen können von Fraß durch Fische (besonders Haie) betroffen sein. Bei intensivem Leichenfraß und/oder bei längere Zeit liegenden Leichen ist die Verschleppung von Leichenteilen oder einzelnen Knochen an verschiedene Orte ein kriminalistisches Problem, da dadurch die Auffindesituation der Leiche erheblich verändert und der ursprüngliche Tatort nicht immer sicher ermittelt werden kann.
Bei Todesfällen, bei denen der Leichnam zusammen mit Haustieren eingeschlossen ist, kann es nicht selten zu Leichenfraß kommen. Hierfür kommen überwiegend Haushunde und Hauskatzen, aber auch selten Hamster und domestizierte Singvögel in Betracht. Dabei scheint die Motivation des Tieres nicht in jedem Fall mit Hunger und dem Drang nach Nahrungsaufnahme erklärbar zu sein, vielmehr scheint die Ausnahmesituation des Haustieres (speziell bei Haushunden) zu Weckversuchen oder Übersprunghandlungen in Form von Beißen zu führen. Diese Formen liegen besonders dann vor, wenn der Leichenfraß unmittelbar nach Todeseintritt und nach vorheriger normaler Nahrungsaufnahme des Tieres geschieht. Erleichtert wird dies bei geringer Bekleidung oder Abdeckung der Leiche, wobei auch Fälle von postmortaler Kastration beschrieben sind. Eine besondere Form ist die agonale Bissverletzung, bei der bewusstlose oder schon in Agonie liegende Personen von einem Tierfraß betroffen sind und daher die Verletzungen an der Leiche noch ante mortem (intra vitam) hervorgerufen wurden.
Der bewusst herbeigeführte postmortale Tierfraß ist bei einigen Kulturen eine besondere Art der Bestattung. Bei Zoroastriern und Parsen ist der Leichenfraß durch Geier in speziellen Bauwerken („Türme des Schweigens“), den Dachmas üblich.
Canidenverbiss ist auch bei neolithischen Bestattungen in Megalithgräbern nachgewiesen, hier ist jedoch unklar, ob dies durch ins Grab eindringende Tiere geschah, oder eine Entfleischung Teil des Bestattungsrituals war. Verbiss durch Nagetiere betrifft bereits entfleischte Knochen und ist meist zeitlich kaum einzuordnen.